# Lumír Mistr
Lumír Mistr (12 gennaio 1969) è un ex calciatore ceco, di ruolo centrocampista.

## Carriera

### Club
Divise la sua carriera tra Cecoslovacchia, Repubblica Ceca (dal 1993) e Grecia, vincendo sei titoli e due coppe nazionali.

### Nazionale
Vanta due presenze con la Cecoslovacchia: l'esordio risale al 2 settembre 1992 contro il Belgio (1-2).

## Palmarès

### Club

#### Competizioni nazionali
- Coppa di Cecoslovacchia: 1

Sparta Praga: 1991-1992
- Campionato cecoslovacco: 1

Sparta Praga: 1992-1993
- Campionato ceco: 5

Sparta Praga: 1993-1994, 1994-1995, 1995-1996, 1996-1997, 1997-1998
- Coppa della Repubblica Ceca: 1

Sparta Praga: 1995-1996